# مارینا تبسم
مارینا تبسم (انگلیسی: Marina Tabassum؛ زادهٔ ۱۹۶۸/۱۹۶۹ (۵۵–۵۶ سال)) معمار اهل بنگلادش است. تاو در سال ۲۰۱۶، به سبب طراحی مسجد. بیت‌الرئوف در داکا، بنگلادش، برندهٔ جایزه معماری آقاخان شد.